# Alessio 2003
Questa voce raccoglie le informazioni riguardanti l'Alessio nelle competizioni ufficiali della stagione 2003.

## Organico

### Staff tecnico
TM=Team Manager; DS=Direttore Sportivo.
|  | Naz.              | Ruolo | Sportivo         |  |  |  |
|  | ----------------- | ----- | ---------------- |  |  |  |
|  | Italia (bandiera) | GM    | Bruno Cenghialta |  |  |  |
|  | Italia (bandiera) | DS    | Dario Mariuzzo   |  |  |  |
|  | Italia (bandiera) | DS    | Valerio Tebaldi  |  |  |  |

### Rosa
|  | Naz.                |  | Sportivo             | Anno |  |  |
|  | ------------------- |  | -------------------- | ---- |  |  |
|  | Italia (bandiera)   |  | Fabio Baldato        | 1968 |  |  |
|  | Italia (bandiera)   |  | Alessandro Bertolini | 1971 |  |  |
|  | Italia (bandiera)   |  | Andrea Brognara      | 1971 |  |  |
|  | Italia (bandiera)   |  | Stefano Casagranda   | 1973 |  |  |
|  | Italia (bandiera)   |  | Davide Casarotto     | 1971 |  |  |
|  | Italia (bandiera)   |  | Enrico Cassani       | 1972 |  |  |
|  | Italia (bandiera)   |  | Pietro Caucchioli    | 1975 |  |  |
|  | Svizzera (bandiera) |  | Laurent Dufaux       | 1969 |  |  |
|  | Italia (bandiera)   |  | Raffaele Ferrara     | 1976 |  |  |
|  | Italia (bandiera)   |  | Andrea Ferrigato     | 1969 |  |  |
|  | Italia (bandiera)   |  | Davide Frattini      | 1978 |  |  |
|  | Italia (bandiera)   |  | Angelo Furlan        | 1977 |  |  |
|  | Moldavia (bandiera) |  | Ruslan Ivanov        | 1973 |  |  |
|  | Italia (bandiera)   |  | Denis Lunghi         | 1976 |  |  |
|  | Italia (bandiera)   |  | Ruggero Marzoli      | 1976 |  |  |
|  | Croazia (bandiera)  |  | Vladimir Miholjević  | 1974 |  |  |
|  | Italia (bandiera)   |  | Cristian Moreni      | 1972 |  |  |
|  | Italia (bandiera)   |  | Andrea Noè           | 1969 |  |  |
|  | Italia (bandiera)   |  | Franco Pellizotti    | 1978 |  |  |
|  | Italia (bandiera)   |  | Alberto Vinale       | 1978 |  |  |

## Palmarès

### Corse a tappe
- Trois jours de La Panne

2ª tappa (Fabio Baldato)
- Étoile de Bessèges

1ª tappa (Fabio Baldato)
Classifica generale (Fabio Baldato)
- Tour de Pologne

2ª tappa (Fabio Baldato)
5ª tappa (Ruggero Marzoli)
- Giro d'Italia

2ª tappa (Fabio Baldato)
- Giro della Provincia di Lucca

3ª tappa (Pietro Caucchioli)
- Rominger Classic

1ª tappa (Laurent Dufaux)
2ª tappa (Laurent Dufaux)
- Tour de Romandie

3ª tappa (Laurent Dufaux)
- Giro della Liguria

1ª tappa (Andrea Ferrigato)
- Brixia Tour

3ª tappa (Ruslan Ivanov)
- Giro d'Abruzzo

1ª tappa (Denis Lunghi)
2ª tappa (Ruslan Ivanov)
4ª tappa (Ruggero Marzoli)
- Settimana Internazionale di Coppi e Bartali

5ª tappa (Ruslan Ivanov)
- Vuelta a Andalucía

5ª tappa (Ruslan Ivanov)
- Tour of Qinghai Lake

6ª tappa (Denis Lunghi)
- Tirreno-Adriatico

5ª tappa (Ruggero Marzoli)
- Rothaus Regio-Tour

1ª tappa (Cristian Moreni)

### Corse in linea
- Giro del Piemonte (Alessandro Bertolini)
- Gran Premio Nobili Rubinetterie (Andrea Ferrigato)
- Giro del Veneto (Cristian Moreni)